# Katja Koren
Katja Koren (Maribor, 1975. augusztus 6. –) olimpiai bronzérmes szlovén alpesisíző.

## Pályafutása
A Branik Maribor versenyzője volt. 1993. december 22-én Flachauban világkupa-győztes lett szuperóriás-műlesiklásban. Ő volt az első nő, aki alpesisí világkupa-győzelmet szerzett Szlovéniának. Az 1994-es lillehammeri olimpián bronzérmet szerzett műlesiklásban. 1998-ban gerincsérülése miatt visszavonult az aktív versenyzéstől.
2008 óta aktívan politizál, és kétszer is szerepelt a Szlovén Demokrata Párt választási listáján.

## Világkupa eredményei

### Idényenkénti helyezések
| Idény | Életkor | Helyezés | Műlesiklás | Óriás- műlesiklás | Szuperóriás- műlesiklás | Lesiklás | Összetett |
| ----- | ------- | -------- | ---------- | ----------------- | ----------------------- | -------- | --------- |
| 1994  | 18      | 12       | 11         | 49                | 6                       | 44       | 16        |
| 1995  | 19      | 24       | 10         | 21                | 43                      | —        | —         |
| 1996  | 20      | 36       | 13         | 27                | —                       | —        | —         |
| 1997  | 21      | 64       | 33         | 28                | —                       | —        | —         |

### Dobogós eredményei
| Idény | Időpont            | Helyszín                                    | Versenyszám            | Helyezés |
| ----- | ------------------ | ------------------------------------------- | ---------------------- | -------- |
| 1994  | 1993. december 22. | Flachau, Ausztria                           | szuperóriás-műlesiklás | 1.       |
| 1994  | 1994. március 10.  | Mammoth Mountain, Amerikai Egyesült Államok | műlesiklás             | 2.       |
| 1994  | 1994. március 20.  | Vail, Amerikai Egyesült Államok             | műlesiklás             | 2.       |
| 1995  | 1995. február 26.  | Maribor, Szlovénia                          | műlesiklás             | 2.       |
| 1996  | 1995. december 17. | St. Anton, Ausztria                         | műlesiklás             | 3.       |

## Sikerei, díjai
- Olimpiai játékok
  - bronzérmes: 1994, Lillehammer (női műlesiklás)